# Луцик Максим Дмитрович
Максим Дмитрович Луцик (нар. 19 жовтня 1942, Львів) — український вчений , професор кафедри біохімії (від 2000).
Закінчив медичний факультет Львівського медичного інституту (1965).[1]
Працював: аспірант (1965-68), асистент (1968-72) кафедри біохімії, науковий співпрацівник ЦНДЛ (1972-80) Львівського медичного інституту; науковий співпрацівник (від 1980), завідувач лабораторії (1994-96) Львівського відділення Інституту біохімії/ Інституту біології клітини НАН України, за сумісництвом професор кафедри біохімії (від 2000) Львівського медичного університету.
Кандидат медичних наук (1969), старший науковий співпрацівник (1974), доктор біологічних наук (1990), професор (2005).
Напрями наукових досліджень: виділення і біохімічна характеристика тироглобуліну з нормальних і патологічно змінених щитоподібних залоз людини і тварин; опрацювання біохімічних методів очищення лектинів з рослинних і тваринних джерел, встановлення їх вуглеводної специфічності і можливостей використання для дослідження глікопротеїнів клітинних мембран в нормі і патології, у серодіагностиці; біотестування цитотоксичних білків та інших біологічно активних речовин до пухлинних та імунокомпетентних клітин.
Автор близько 150 наукових праць, серед них 3 монографії, 6 авторських свідоцтв на винаходи.
Підготував 1 кандидата наук.

## Основні праці
Исследование тиреоглобулина из нормальных и патологически измененных щитовидных желез человека (канд. дис.). Львів, 1968;
Лектины (монографія). Львів, Вища школа, 1981 (співавт.);
Электронная гистохимия рецепторов клеточных мембран (монографія). Київ, Наукова думка, 1986 (співавт.);
Рецепторы лектинов — гистохимические маркеры в изучении лейкозов и лимфом. Эксп Онкол 1988 № 6 (співавт.);
Лектины и их применение в исследовании гликопротеинов клеточных мембран (докт. дис.). Львів, 1989;
Electron cytochemical study of carbohydrate components in cultured nerve and glial cells of the snail Helix pomatia. Comp Bioch Physiol 1993, № 1 (співавт.);
Сиалогликопротеины О-типа эритроцитарных мембран низших позвоночных: идентификация и исследование с применением лектинов. Журн Эвол Биох Физиол 1997, № 4-5 (співавт.);
Isolation and characterization of glycophorin from chicken erythrocytes. Arch Bioch Bioph 2000, № 1 (співавт.).